# Rockford (Alabama)
Rockford is een plaats (town) in de Amerikaanse staat Alabama, en valt bestuurlijk gezien onder Coosa County.

## Demografie
Bij de volkstelling in 2000 werd het aantal inwoners vastgesteld op 428.
In 2006 is het aantal inwoners door het United States Census Bureau geschat op 400, een daling van 28 (-6,5%).

## Geografie
Volgens het United States Census Bureau beslaat de plaats een oppervlakte van
8,6 km², geheel bestaande uit land. Rockford ligt op ongeveer 225 m boven zeeniveau.

## Plaatsen in de nabije omgeving
De onderstaande figuur toont de plaatsen in een straal van 40 km rond Rockford.